# Notophyson heliconides
Notophyson heliconides är en fjärilsart som beskrevs av William Swainson 1833. Notophyson heliconides ingår i släktet Notophyson och familjen björnspinnare. Inga underarter finns listade i Catalogue of Life.